# 鞏焴
鞏焴（1592年—1661年），一名清，字成我，號育爐，陝西庆阳府真寧縣（今正寧縣）堡巷村人。明朝末年政治人物。

## 生平
父巩国祯，母亲褚氏，鞏焴生於萬曆二十一年（1592年），自幼聰慧好學。天啓七年（1627年）中丁卯科陕西鄉試第六名舉人，崇禎四年（1631年）中進士。五年任河南林縣知縣，崇禎六年（1633年），調安陽縣知縣。政績卓著，兩處邑人皆為其建立生祠。九年升禮部祠祭司主事，十二年遷主客司员外郎。
崇禎十二年（1639年）調河南分巡道兼右參議，整飭彰德、衛輝、懷慶三府，以剿御有功，奉旨加升参政。當時局勢混亂，盜賊蜂起，崇禎十三年（1640年）鞏焴申請去職，先僑寓西安，次年返回原籍。
崇禎十五年（1642年）復起，任河南巡撫，未赴任。崇禎十六年（1643年）又補授河南布政使司參政，未及赴任，李自成大軍已包圍西安。城陷之後，鞏焴逃到山中隱居。崇禎十七年（1644年）正月，李自成在西安建制稱王，改國號為大順，改元永昌，設六政府，命鞏焴為禮政府尚書。三月，李自成破京師，崇禎帝自縊。隨同大順軍入京的鞏焴保護一懷有身孕的皇妃潛隱陝西三水縣（今旬邑縣）的官家洞，期望保孤立儲。然而清兵很快入關，皇妃所產又為女孩。鞏焴只得繼續隱居，與文士寧夏劉芳名、華國翰等詩文相和。
清順治十八年（1661年），清兵包圍官家洞，鞏焴堅守不出。清兵放火，鞏焴在洞中遇難。年70歲。後人在正寧縣羅川立有「學憲坊」，今已毀。

## 著作
鞏焴隱居期間，曾批註《四書》，編修《真寧縣誌》，但未付梓。傳世有《泰山廟記》、《重修文廟記》、《募修真寧萬壽寺序》三篇。